# Ovatio
Als ovatio (zu deutsch „Frohlockung“, von lat. ovare: „frohlocken“) bezeichnen die Quellen eine Art minderen Triumphzug als Anerkennung für erfolgreiche römische Feldherren der Antike.

## DieOvatioin der Antike
Dem Geehrten blieb das Recht auf die purpurne Toga (toga purpurea) und den Lorbeerkranz (corona triumphalis) verwehrt, er musste sich mit einem Myrtenkranz und einer Magistratstoga mit purpurnem Streifen (toga praetexta) begnügen. Im Gegensatz zum Triumphzug wird berichtet, dass der Feldherr den Weg, von dem vermutet wird, dass er dem eines Triumphzugs glich, nicht auf einem Wagen stehend, sondern nur auf einem Pferd sitzend oder zu Fuß und ohne sein Heer zurücklegte. 
Statt eines Stieres wurde ein Schaf geopfert (lat.: ovis, wovon möglicherweise der Begriff abzuleiten ist).
Die Ausrufung einer ovatio gilt als senatorisches Recht, es wurde vermutlich zuletzt um 93 für Domitian ausgeübt.

## DieOvationin bildungssprachlicher Verwendung
Im übertragenen Sinne ist eine Ovation eine stürmische bis feierliche Huldigung. In Oper, Theater, Schauspiel etc. auch ein zurufender Beifall; vergleiche die Redeformel „mit stehenden Ovationen“ mit der gesagt wird, dass es das Publikum »von den Stühlen gerissen« hat, also stehend applaudierte.